# 1813 au théâtre
| Années du théâtre : 1810 - 1811 - 1812 - 1813 - 1814 - 1815 - 1816    |
| Décennies du théâtre : 1780 - 1790 - 1800 - 1810 - 1820 - 1830 - 1840 |

## Événements
- 12 octobre : inauguration du théâtre São João (aujourd’hui São Pedro) à Rio de Janeiro.

## Pièces de théâtre représentées
- 27 mars : Les Deux Jaloux comédie en 1 acte en prose, mêlée d'ariettes, imitée de Dufresny, par  Vial à l'Opéra-comique, Paris.

## Naissances
- 20 juin : Joseph Autran, poète et auteur dramatique français, mort le 6 mars 1877.

## Décès
- 9 mars : Louise Contat, actrice française, créatrice du rôle de Suzanne dans Le Mariage de Figaro de Beaumarchais, née le 17 juin 1760.
- 27 juin : Jean-François Cailhava de L'Estandoux, auteur dramatique, poète et critique français, membre de l’Institut, mort le 28 avril 1730.